# Albert Bangel
Albert Bangel (* 18. März 1940) ist ein ehemaliger deutscher Fußballspieler.

## Sportlicher Werdegang
Bangel rückte als Teenager während der Spielzeit 1958/59 beim 1. FSV Mainz 05 in den Kader der in der Oberliga Südwest antretenden Wettkampfmannschaft auf. Trainer Josef Kretschmann stellte ihn bei der 1:3-Niederlage am zweiten Spieltag gegen den 1. FC Kaiserslautern erstmals als Mittelstürmer auf, den Mainzer Ehrentreffer erzielte sein Sturmkamerad und Ex-Lauterer Karl-Heinz Wettig. Sein erstes Erstligator erzielte er bei seinem vierten Einsatz am sechsten Spieltag gegen die SV Weisenau, damit trug er neben dem ebenfalls als Torschützen erfolgreichen Bernhard Christ zu einem 2:1-Heimsieg bei. Insgesamt kam er in zwölf Saisonspielen zum Einsatz und erzielte dabei drei Tore. In der folgenden Saison gehörte er anfangs ebenso zum erweiterten Stammspielerkreis und bestritt bis zum zehnten Spieltag sieben Meisterschaftsspiele. Bei der 1:3-Niederlage gegen den SV Saar 05 Saarbrücken musste er wie Mannschaftskamerad Werner Sommer verletzungsbedingt frühzeitig ausscheiden, so dass die Mainzer das Spiel in Unterzahl beendeten. Anschließend fiel er längerfristig aus, erst Ende Februar kehrte er im Rahmen des Südwestpokals bei einer 1:3-Niederlage – er erzielte den Ehrentreffer – gegen die SpVgg Andernach aufs Spielfeld zurück. Ein weiterer Einsatz in der Oberliga blieb ihm verwehrt, im Sommer 1960 verließ er gemeinsam mit den gleichaltrigen Arno Butterweck und Gerhard Görlach, der 1962 zum 1. FSV Mainz 05 zurückkehren sollte, den Klub in Richtung Amateurklub FSV Nieder-Olm.